# Joseph Romanet du Caillaud
 (janvier 2021).
Pour les articles homonymes, voir Romanet.
Joseph Romanet du Caillaud, né le 4 décembre 1748 à Limoges (France) et mort le 11 décembre 1829 à Paris, est un général français de la Révolution et de l’Empire.

## Biographie
Il est le fils de Mathieu Romanet du Caillaud, écuyer, seigneur de Mérignac, et maire de Limoges de 1771 à 1774. 
Il entre en service le 1er mai 1764, comme soldat au régiment de Périgord-infanterie, il passe sous-lieutenant le 18 août 1766, et de 1769 à 1773, il participe aux campagnes en Martinique. 
Il est nommé lieutenant le 17 août 1770, puis lieutenant de la compagnie Colonelle le 17 juillet 1774, et il sert sur les côtes de Normandie en 1779. Capitaine en second au régiment de la Marche le 24 juin 1780, il est affecté à Belle-Isle en 1781 et 1782. Il est fait chevalier de Saint-Louis le 5 octobre 1788.
Il obtient son brevet de capitaine commandant le 22 juin 1789, et il passe lieutenant-colonel au 45e régiment d’infanterie le 2 juin 1792. Il participe au siège de Namur du 21 novembre au 1er décembre 1792, et au siège de Maastricht en février 1793. Le 18 mars 1793, il se trouve à la bataille de Neerwinden, et il devient chef de brigade provisoire le 7 avril 1793.
Il est promu général de brigade le 15 mai 1793, à l’armée du Nord, et il concourt à l’attaque du camp de Famars le 23 mai 1793. Le 8 septembre, il fait partie de la division qui marche sur Dunkerque, et il est suspendu le 15 septembre 1793. Il est relevé de sa suspension le 17 novembre 1794, et il est réintégré le 13 juin 1795, à l’armée de l’Intérieur, comme commandant à Chartres. Il est admis à la retraite le 31 mars 1796. 
Il est élu maire de la ville d’Étampes en 1808, et il est fait chevalier de la Légion d’honneur le 4 février 1810. Il est créé chevalier de l’Empire le 11 juillet 1810, et il est élevé au grade d’officier de la Légion d’honneur le 12 octobre 1814.
Il meurt le 11 décembre 1829, à Paris.   

## Armoiries
| Armoiries | Nom du chevalier et blasonnement |
| --------- | --- |
|           | Armes de la famille Romanet du Caillaud D'argent au chevron d’azur accompagné de trois branches de laurier de sinople. |
|           | Chevalier Joseph Romanet du Caillaud et de l'Empire, lettres patentes du 11 juillet 1810. D'argent, au chevron d'azur, accompagné de trois branches de laurier de sinople, les deux supérieures inclinées vers le sommet du chevron ; bordure de gueules du tiers de l'écu au signe des chevaliers posé au premier point en chef - Livrées : blanc, bleu, rouge. |

## Hommages
- Une place de la ville d'Etampes porte son nom

## Publications
- Discours prononcé à l'entrée de l'église de Notre-Dame d'Étampes, en présentant à MM. les curé et marguillers, le jour du "Te Deum" chanté en actions de grâces des victoires remportées en Espagne par l'Empereur,... des aigles..., Paris, Impr. bibliographique, 1809, 24 p. (lire en ligne)
- Voyage à la Martinique : Vues et observations politiques sur cette île, avec un aperçu de ses productions végétales et animales, Paris, L. Pelletier, 1804, 200 p. (lire en ligne)
- Discours prononcé à l'inauguration de l'école secondaire communale d'Étampes, Paris, impr. de C.-F. Patris, 1808, 35 p. (BNF 31240503)
- Essai sur la discipline et la subordination et sur la hiérarchie militaire dans les régiments, 1790, 227 p. (BNF 31240505)

## Sources